# Opolnoči
 Opolnoči  je drama v enem dejanju, ki je bila napisana leta 1912, uprizoril jo je Milan Skrbinšek s svojo dramatično šolo. V knjižni obliki je drama izšla v zbirki Kralj Matjaž: drame in komedije, leta 1978.

## Osebe
- Oče 42 let
- Jan, njegov sin 20 let
- Katarina, oskrbnica

## Vsebina
Drama se godi na veleposestvu Jelenovo v družinski sobi. Piše se sveti večer leta 1912, oče se odpravlja po svojo mlado nevesto, Jan in Katarina pa sta sredi pogovora o Alenki. Izkaže se, da je prav ona tista, ki jo je Jan goreče ljubil, zdaj pa bo postala očetova nevesta. Kljub prividu svoje mrtve žene in Janovemu prigovarjanju se oče na odpravi po Alenko, Jan pa se zjoče in misli na svojo mrtvo mater. 